# 국가보안기술연구소
국가보안기술연구소(國家保安技術硏究所, National Security Research Institute)는 대한민국의 정보보호 전문 연구기관으로 2000년에 설립되었으며 한국전자통신연구원의 부설 연구소이다.